# Willem en Hindertje Drenth
Willem en Hindertje Drenth waren Nederlandse leden van het Nederlandse verzet in de Tweede Wereldoorlog. Zij verleenden in het voorhuis van hun boerderij in Stadskanaal onderdak aan zestien onderduikers en werden door Yad Vashem onderscheiden met de eretitel Rechtvaardige onder de Volkeren.

## Geschiedenis
De familie Drenth bestond uit vader Willem (2 mei 1905 - 26 augustus 1964), moeder Hindertje (17 mei 1904 - 16 april 1988) en hun dochters Lammie en Fennie. Ze woonden in een boerderij aan de Krommewijk, in het buitengebied van Stadskanaal. Willem Drenth werkte als arbeider in een fabriek, tot die in 1931 in brand vloog. Sindsdien leefde het gezin van een uitkering van zeven gulden per week; eten kwam vooral uit de eigen tuin.
In augustus 1942 kwam de Joodse veehandelaar Nathan de Levie om onderdak vragen. Hij mocht zich in het voorhuis verbergen. Een maand later voegden zijn vrouw en kinderen zich bij hem. In het voorhuis overleefden uiteindelijk zestien onderduikers de oorlog: dertien Joodse onderduikers, twee duikers voor de arbeitseinsatz en een gedeserteerde Oostenrijkse soldaat.
Het huis was niet groot: behalve het voorhuis waren er een kleine slaapkamer en een grote keuken die als woonkamer werd gebruikt. De ingang was via een grote uitbouw aan de keuken. In de uitbouw was een deur naar de dorsvloer met een kelder. Daar konden de vijf kinderen zich elke dag tussen vijf en zes uur 's middags uitleven met voetbal en andere spelletjes, onder toezicht van een van de volwassenen. De rest van de tijd moesten ze zich doodstil houden in de woonkamer. Fennie Drenth, de jongste dochter, ging nog naar school en bracht zo vaak mogelijk huiswerk en boeken voor de kinderen mee. Onderduiker Bennie Kosses gaf de kinderen les, en legde Lammie de joodse riten uit.
In 1943 ging dochter Lammie in opdracht van haar vader in het plaatselijke NSB-kantoor werken als typiste. Het was een perfecte dekmantel, en zo zou ze kunnen ontdekken wanneer en waar er razzia's werden gehouden. Het nieuws dat zij hoorde, bezorgde zij met anonieme briefjes bij de bedreigde gezinnen. Door leeftijdsgenootjes werd ze gepest en geslagen omdat ze haar als een verrader zagen. Na een half jaar moest ze met het werk stoppen, omdat het haar te veel spanning bezorgde. De zestienjarige Lammie werd verliefd op Bennie Kosses en kreeg een dochtertje. In de omgeving werd geroddeld over een 'moffenkind', omdat men aannam dat de vader een NSB'er of Duitse soldaat was.
In de boerderij werd nooit met een inval gepleegd, alle onderduikers overleefden de oorlog. Op de dag van de bevrijding kwamen leden van het verzet Willem Drenth arresteren wegens collaboratie. Tot hun verbazing vonden ze in het huis zestien mensen als bewijs van het tegendeel. Op 8 mei 1945 trouwden Lammie Drenth en Bennie Kosses in aanwezigheid van alle onderduikers en hun dochtertje Hennie.

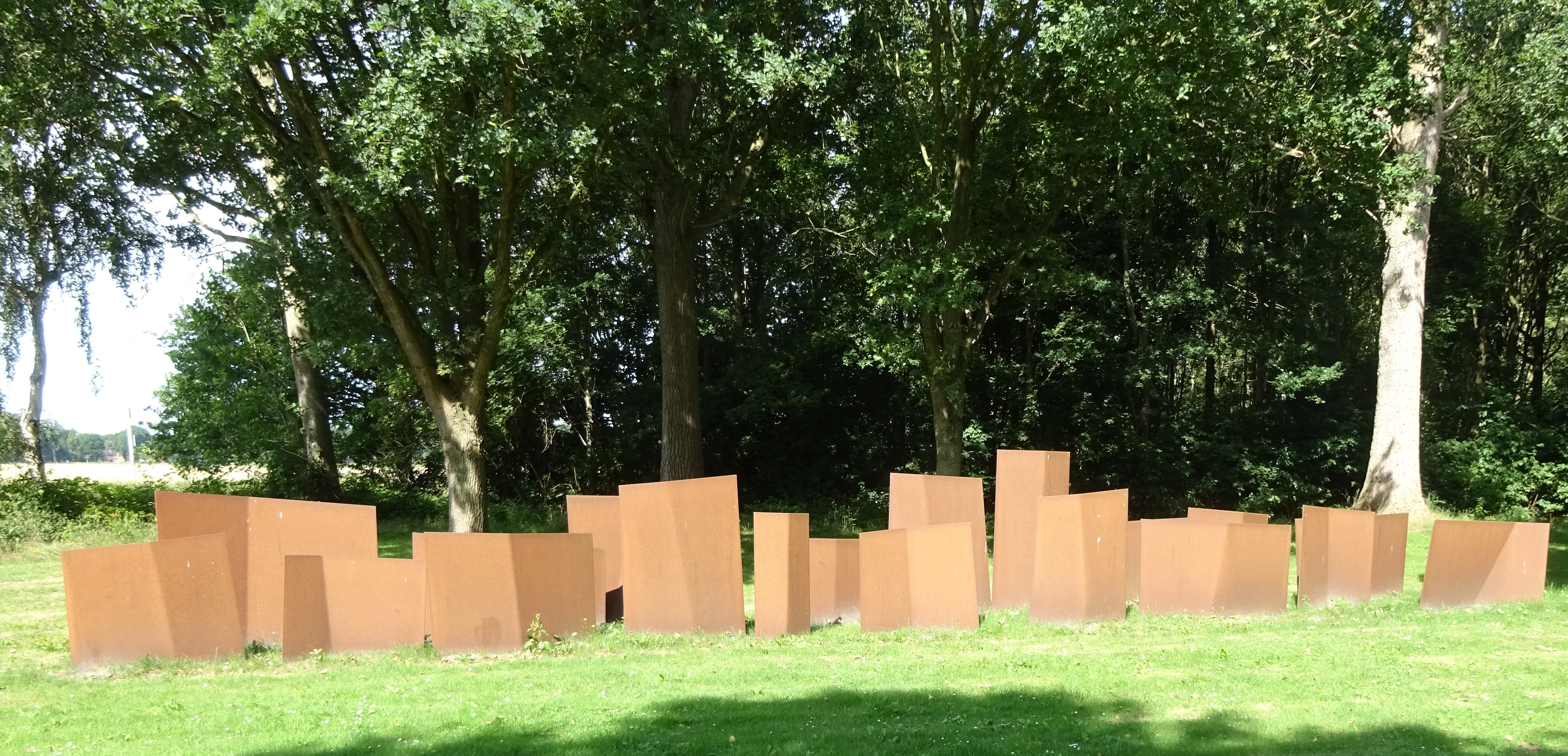
Monument 21, Stadskanaal

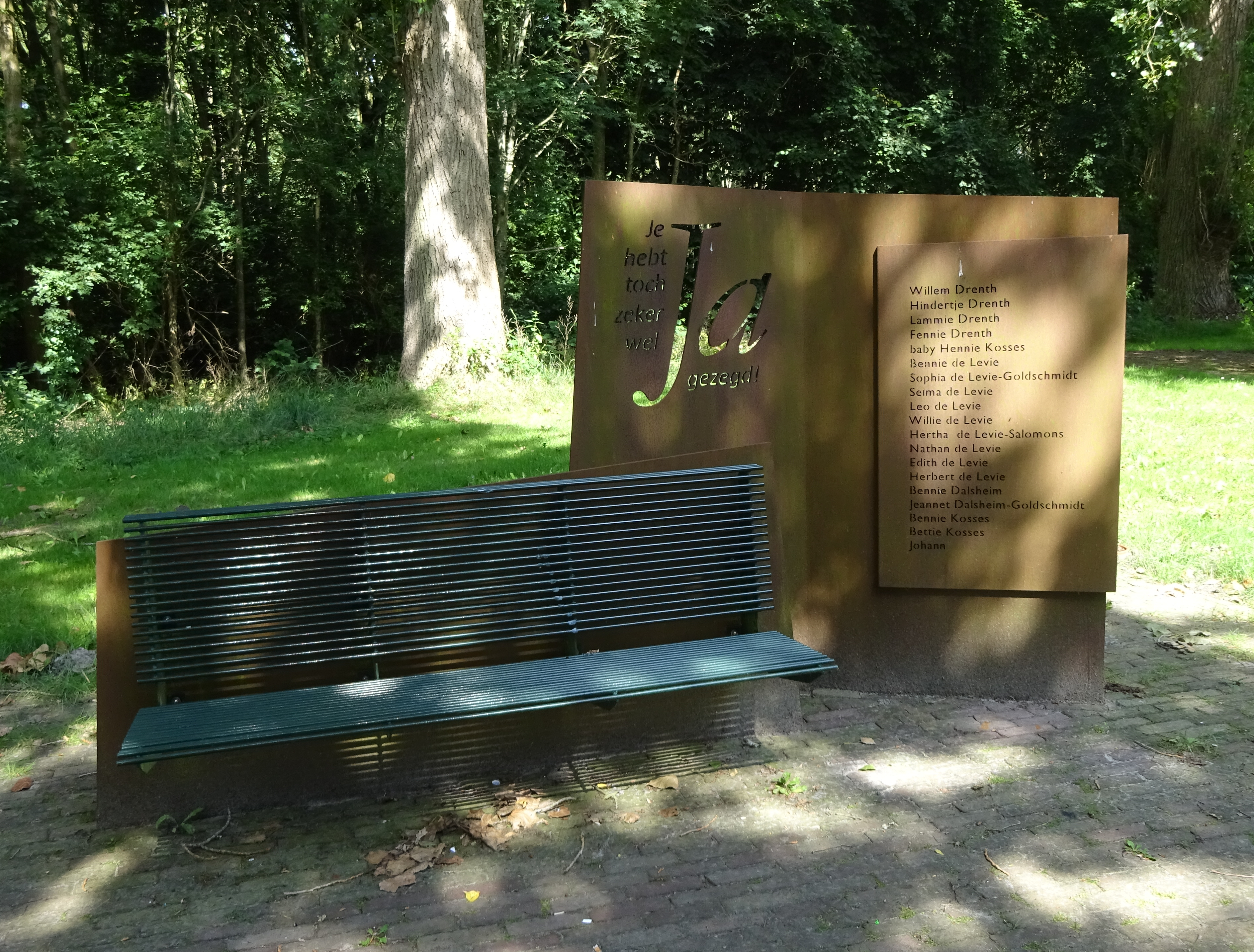
Monument 21, Stadskanaal

## Eerbetoon
- Op 28 november 1978 werd Hindertje Drenth door Yad Vashem onderscheiden met de eretitel Rechtvaardige onder de Volkeren. Willem Drenth ontving deze onderscheiding postuum.[2]
- In 1998 heeft Herinneringscentrum Kamp Westerbork een boekje uitgegeven over Het Stadskanaalster Achterhuis.[6]
- In 2015 maakte de musicalgroep Odoorn de musical Een Ander Achterhuis.[7]
- In 2020 is aan de Krommewijk in Stadskanaal een monument geplaatst ter herinnering aan de geschiedenis van het Andere Achterhuis. Het ontwerp van Bernard Winkel en Leo Kaldenbach van 21 gebogen platen van cortenstaal symboliseert de 21 mensen die op het moment van de bevrijding in het kleine huis leefden.[8]
- In mei 2025 bracht Kleintheater Zwaan in de Gouwekerk in Gouda het toneelstuk Het voorhuis.[9]